# Wind of Time
Wind of Time é um álbum de estúdio da cantora holandesa Loona. Produzido em 2004 pelo DJ Sammy, contém canções de grande repercussão na carreira da cantora, como "Tears in Heaven", "A Whiter Shade of Pale" e "With Or Without You".

## Trilha sorona
1. "Tears in Heaven"
2. "If Only"
3. "A Whiter Shade of Pale"
4. "She"
5. "When I See You Smile"
6. "The Rose"
7. "Streets of London"
8. "Blowin' In The Wind"
9. "Fragile"
10. "With Or Without You"
11. "Where Do You Go to My Lovely"